# Aars Posthus
Aars Posthus eller Aars Distributionscenter er et postdistributionscenter på Markedsvej i Aars. Alt postomdeling i 9600 Aars, 9631 Gedsted, 9240 Nibe, 9610 Nørager, 9640 Farsø, 9670 Løgstør, 9690 Fjerritslev og 9460 Brovst foregår med udgangspunkt fra Aars Posthus.
I september 2015 flyttede postdistributionscenteret fra Banegårdsvej 2 til Markedsvej. Der har havde Post Danmark købt en 3000 kvadratmeter stor bygningen, der engang husede Dania Maskinfabrik. Her blev de fire eksisterende distributionscentre i Aars, Farsø, Løgstør og Nibe samlet i den nye bygning.
Den 20. november 2007 lukkede postekspeditionen i posthuset, og personalet blev virksomhedsoverdraget til en nyindrettet postbutik i Kvickly på Markedsvej. Det skyldtes flere års fald i posthusets omsætning.
Posthusbygningen er bygget i røde teglsten.

## Historie
Den 14. marts 2010 lukkede Nørager Posthus og de 11 ansatte blev derefter flyttet til Aars Posthus